# 萨尔施塔特
萨尔施塔特是德国莱茵兰-普法尔茨州的一个市镇。总面积5.30平方公里，总人口321人，其中男性155人，女性166人（2011年12月31日），人口密度61人/平方公里。